# 6058 Carlnielsen
A 6058 Carlnielsen (ideiglenes jelöléssel (6058) 1978 VL5) a Naprendszer kisbolygóövében található aszteroida. Eleanor F. Helin és Schelte J. Bus fedezte fel 1978. november 7-én.